# Cochabamba rugulosa
Cochabamba rugulosa es un coleóptero de la familia Chrysomelidae. Fue descrita en 1886 por Baly.